# Mokrec
Mokrec ali Mokrc (višina 1058 m) je vrh v krimskem hribovju na južnem obronku Ljubljanskega barja, jugozahodno od vasi Golo. Gradijo ga apnenci in dolomiti, površje je, podobno kot v preostanku Notranjske planote, izrazito kraško ter poraslo z mešanim gozdom. Tudi sam vrh je poraščen, zato z njega ni razgleda.
Med drugo svetovno vojno je na Mokrcu jeseni 1941 nastal sprejemni center za partizanske prostovoljce, okoli katerega je kasneje nastalo večje taborišče. Italijanska vojska je med 16. in 26. julijem 1942 zavzela območje in taborišče uničila, vendar so se aktivnosti OF zaradi strateškega pomena območja nadaljevale kljub rednim vojaškim akcijam okupatorja. 6. oktobra 1942 je bila tu ustanovljena Šercerjeva brigada. Aprila 1943 so okrog Mokrca znova potekali hudi boji, v katerih so partizanske barake zasedli Italijani. Po kapitulaciji Italije je bil tu znova vzpostavljen zbirni center in kasneje še partizanska bolnišnica, ki jo je oktobra istega leta odkrila nemška vojska in pobila 30 ranjencev.
Po vojni je bil Mokrec pod nadzorom Jugoslovanske ljudske armade, zato ni znan kot pohodniška točka. Ob njem, vendar ne po temenu, potekata pot kurirjev in vezistov in evropska pešpot E-6, do vrha pa vodijo ostanki vojaške ceste.